# Hadeland Glassverk

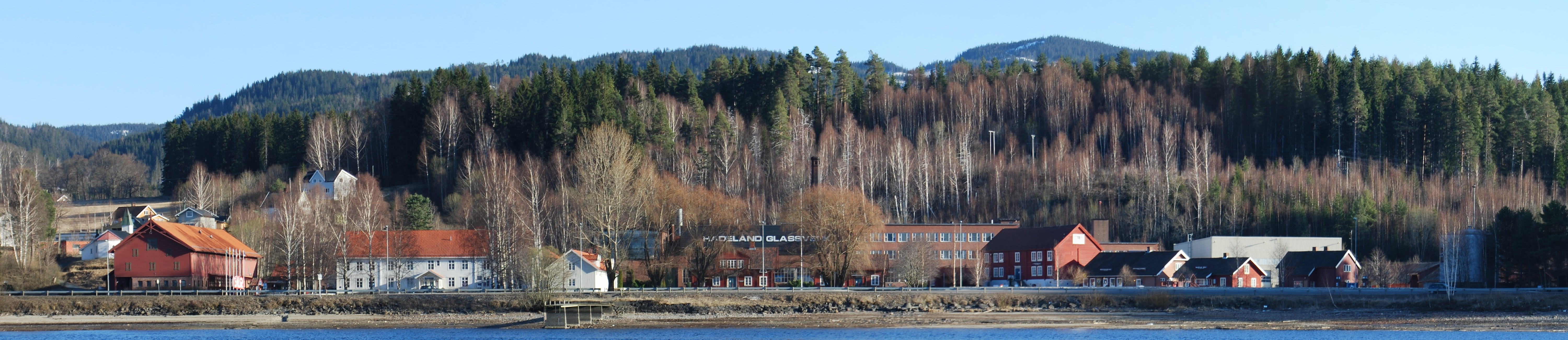
Panorama av Hadeland Glassverk

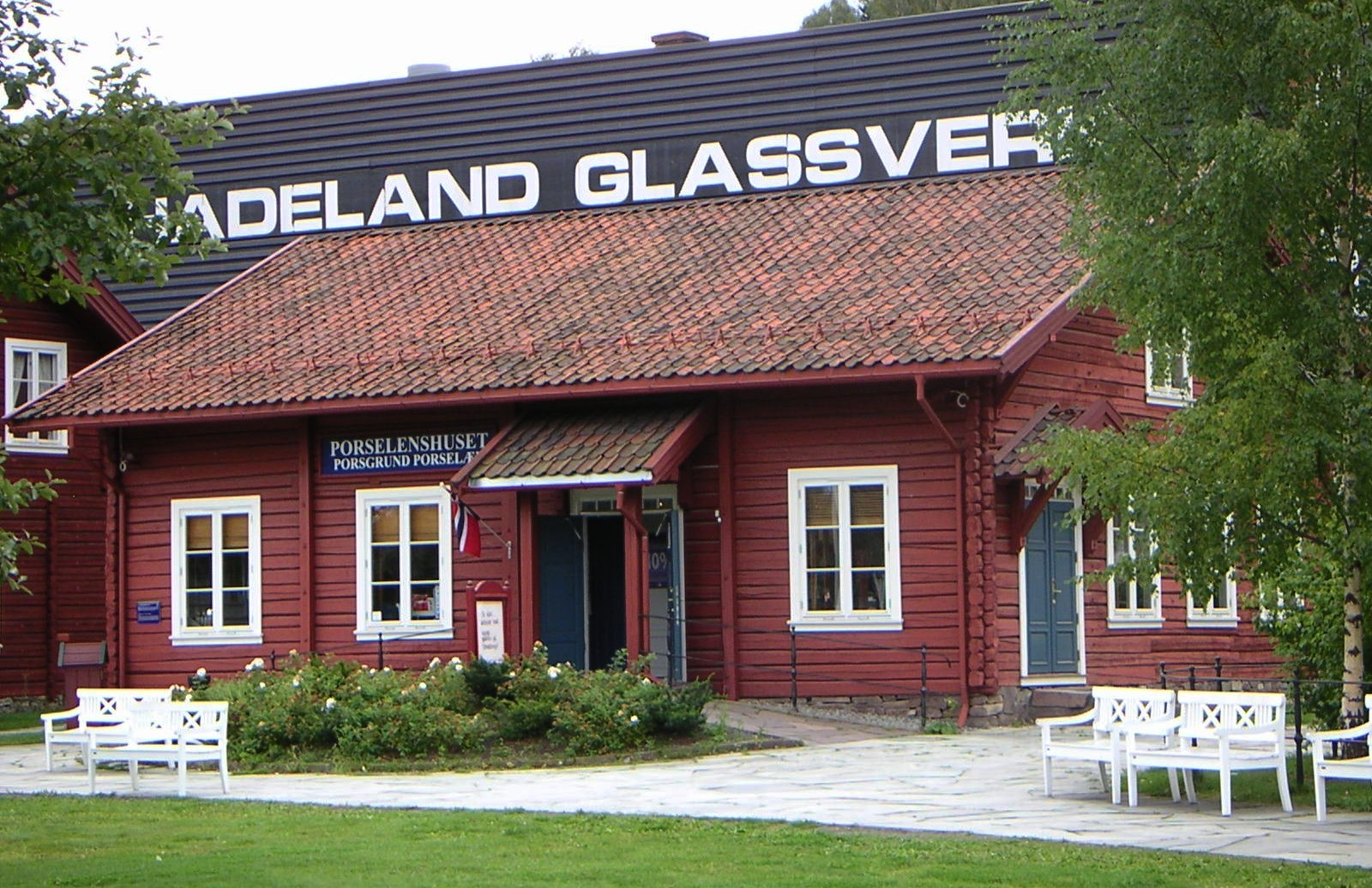
Byggnad på Hadeland Glassverk

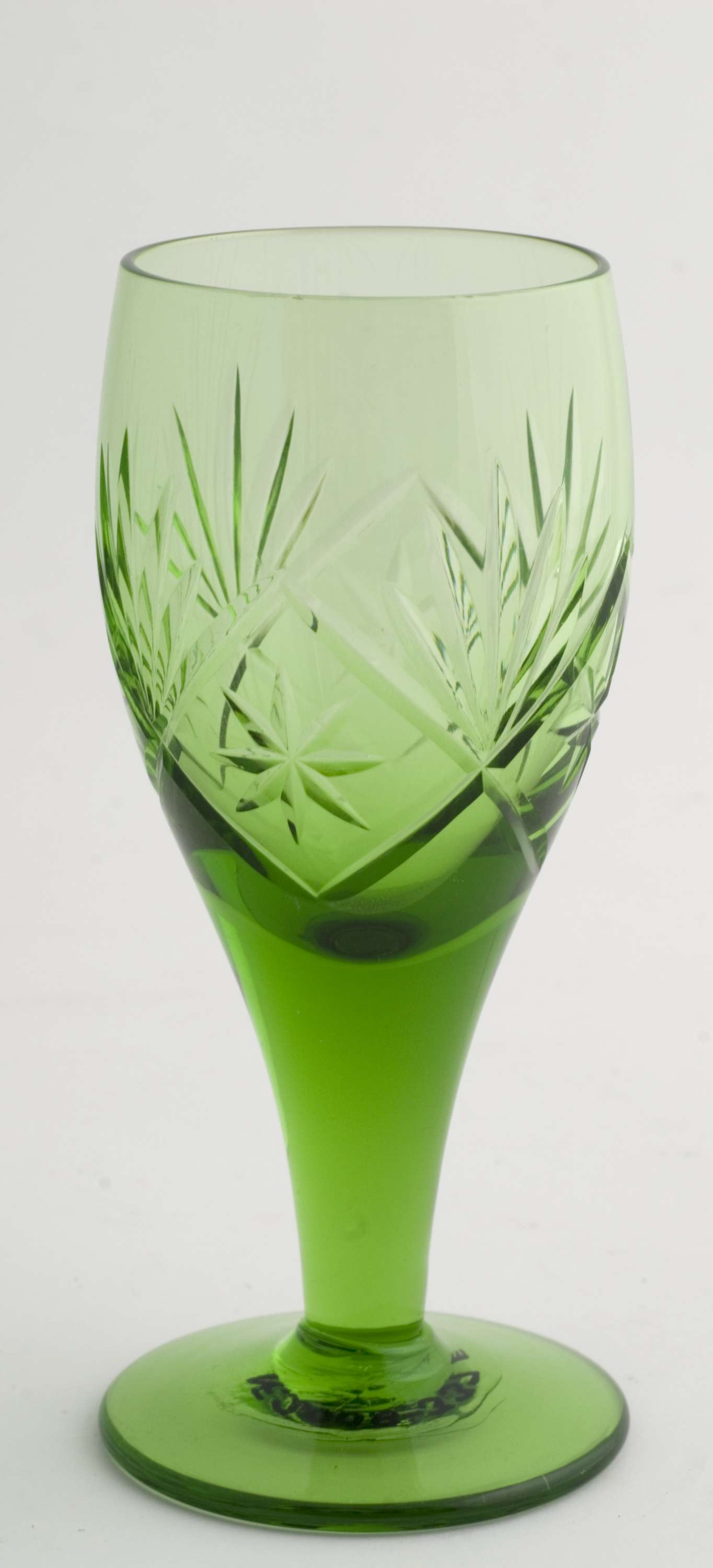
Vittvinsglas modell Finn, formgivet av Ragnvald M. Hansen 1916

Hadeland Glassverk är ett norskt glasbruk som anlades på gården Mo i Jevnaker 1762, med produktionsstart 1765 med hjälp av tyska glasblåsare. 
Mellan 1765 och 1850-talet blåste glasbruket framför allt flaskor, glas för apotek och hushållsföremål som syltburkar.

## 1800-talet
Under Norges tid i union med Danmark var glasbruken statligt ägda. Från 1824 började de säljas ut. År 1847 blev Christopher Berg (1790–1869) en av intressenterna i och ledare för det 1842 bildade Interessentskabet Hurdal, Biri och Hadeland Glasværker.
År 1852 överlät Christopher Berg ägandet till sönerna Harald Berg (1823–1895), Ole Chr. Berg och Nils Berg. Ole Chr. Berg blev då ny chef för Hadeland Glasværk, medan Harald Berg skötte brukets försäljningsställe i Christiania (från 1895 benämnt Christiania Glasmagasin). Hadeland inriktades på "småglas", det vill säga dricksglas, skålar, fat och blomstervaser med rekrytering av glasblåsare från Tyskland, Böhmen och England. Omläggningen på 1850-talet innebar också att Hadeland Glassverk började tillverka kristallglas.

## 1900-talet
I början av 1900-talet började glasbruket engagera egna formgivare genom Christiania Glasmagasin, bland annat för lampglaskupor.
Från 1912 tillverkades produkter i serien Marie, formgiven av Ragnvald M. Hansen, sedan 1882 expedit och så småningom designer i Christiania Glasmagasin. År 1928 anställdes Sverre Pettersen (1884–1959) som formgivare. 
År 1986 köpte Atle Brynestad (född 1953) Christiania Glasmagasin AS, vilket också innebar att Hadeland Glassverk blev en del av Brynestads företagsgrupp. Den har därefter omstrukturerats vid flera tillfällen. År 2017 ingick Hadeland Glassverk i 3 Norske Design Group.
Hadeland Glassverk började på slutet av 1900-talet att satsa mer och mer på turism. Per 2009 tillverkades merparten av glaset utomlands.

## Formgivare i urval
- Ragnvald M. Hansen (anställd 1882, formgivare från omkring 1900–1927)
- Sverre Pettersen (1928–1949)
- Benny Motzfeldt (1955–1967)
- Severin Brørby (1956–1984)
- Tias Eckhoff